# Leister Peak
Leister Peak är en bergstopp i Antarktis. Den ligger i Västantarktis. Inget land gör anspråk på området. Toppen på Leister Peak är 985 meter över havet.
Terrängen runt Leister Peak är huvudsakligen kuperad. Trakten är obefolkad. Det finns inga samhällen i närheten.